# Louis-Albert Morlon
Louis-Albert Morlon, né à Decize le 3 février 1846 et mort à Nevers le 7 mai 1920, est un magistrat, érudit et bibliophile français.

## Biographie
Louis-Albert Morlon est le fils d'un conducteur des ponts et chaussées, André Morlon (1812-1895), un disciple de Charles Fourier. Il étudie au collège de Nevers de 1856 à 1865, puis à la faculté de droit de Paris de 1865 à 1870.
D'abord avocat, il se tourne vite vers la magistrature et termine sa carrière en 1912 comme conseiller à la cour d'appel de Bourges, après avoir été procureur de la République à Sancerre. Il préside longtemps la cour d'assises de la Nièvre.
En 1912, il se retire à Cercy-la-Tour, où il habite la villa Champigny.
Dès 1913, une partie de sa très importante bibliothèque est léguée à la bibliothèque municipale (aujourd'hui médiathèque François-Mitterrand) de Nevers. Ce fonds comprend des livres, des manuscrits et des archives, et notamment les papiers de son père, André Morlon, intéressants pour l'histoire du mouvement phalanstérien.
Par ailleurs, Louis-Albert Morlon a retrouvé le manuscrit d'une comédie écrite par Saint-Just, natif de Decize, manuscrit qu'il a par la suite légué à la Société académique du Nivernais ; cette pièce en vers, en un acte, est intitulée Arlequin-Diogène.

## Publications
- Excursions dans le Morvan, 1872.
- Promenades en Morvan (posthume), 1921.

## Hommages et distinctions
- Chevalier de la Légion d'honneur[6] (16 juillet 1912).